# Virtus Pallacanestro Bologna 1946-1947

## Roster
Virtus Bologna
- Venzo Vannini (capitano)
- Gianfranco Bersani
- Carlo Cherubini
- Sergio Ferriani
- Gelsomino Girotti
- Giancarlo Marinelli
- Carlo Negroni
- Cesare Negroni
- Renzo Ranuzzi
- Luigi Rapini

## Staff Tecnico
- Allenatore:  Galeazzo Dondi Dall'Orologio

## Risultati
- Divisione Nazionale A-B: 1ª classificata girone G su 5 squadre (8-0)
- Girone semifinale: 1ª classificata su 3 squadre (3-1)
- Girone finale: 1ª classificata (4-1-1):  Campione d'Italia